# Marcjanka (województwo łódzkie)
Marcjanka – wieś w Polsce położona w województwie łódzkim, w powiecie zgierskim, w gminie Zgierz.
Miejscowość wchodzi w skład sołectwa Czaplinek.
W latach 1975–1998 Marcjanka administracyjnie należała do ówczesnego województwa łódzkiego.